# Římskokatolická farnost Nepomyšl
Římskokatolická farnost Nepomyšl (lat. Pomeislium) je církevní správní jednotka sdružující římské katolíky na území městyse Nepomyšl a v jeho okolí. Organizačně spadá do lounského vikariátu, který je jedním z 10 vikariátů litoměřické diecéze. Centrem farnosti je kostel svatého Mikuláše v Nepomyšli.

## Historie farnosti
Farnost je poprvé zmíněna v roce 1361. Znovu založena byla pak roku 1662. Původně spadala do vikariátu Jechnitz. Matriky jsou vedeny od roku 1742.

### Duchovní správcové vedoucí farnost
Začátek působnosti jmenovaného v duchovní správě farnosti od:
- 1662 Joannes Conradus Holzapfel (Johann Konrad Holzapfel[4])
- 1671 Adamus Franciscus Vencelius
- 1683 Franciscus Xaverius Huth
- 1700 Joannes Christophorus Lang
- 1728 Nicolaus Ferdinandus Mayer
- 1736 Josef Pech
- 1756 Zacharias Müller
- 1777 Franz Philipp Aschenbrenner, † 8. 3. 1814
- 1815 Johann Kutschenreiter, n. 18. 5. 1786 Jechnicens. o. 17. 8. 1809, † 9. 3. 1856
- 1857 Franz Hawličzek (děkan), n. 22. 9. 1803 Turnau, o. 4. 9. 1827, † 21. 12. 1884
- 1883 par. vacat, admin. int. Franz Keš
- 1884 Josef Pettera, n. 9. 4. 1834 Trautenau, o. 4. 7. 1858, † 10. 2. 1911
- 1912 Joann. B. Schroller, n. 21. 6. 1875 Treublitz, o. 17. 6. 1900,
- 1939 par. vacat, admin. interc. Rud. Viehmann
- 1. 9. 1941 Rudolf Viehmann, n. 11. 10. 1912 Brüx, o. 28. 6. 1936, † 10. 2. 1978
- 1944 Anton. Böhm, n. 19. 3. 1907 Fischau, o. 29. 6. 1931, ex. 28. 6. 1945, † 1998
- 1. 7. 1945 Rudolf Hubert
- 1. 12. 1948 František Jániš
- 26. 9. 1953 Antonín Grus
- 1. 8. 1957 Jan Kolář
- 1. 11. 1959 Tomáš Pirný
- 1. 5. 1962 František Ondrouch
- 1. 6. 1967 Josef Jiran
- 1. 5. 1969 Václav Vávra
- 1. 8. 1974 Josef Petrucha
- 1. 12. 1980 František Gavlák
- 1. 3. 1988 Josef Dolista
- 1. 12. 1988 Jan Zemánek CSsR
- 15. 3. 1990 Vladimir Jedlička CSsR
- 1. 1. 1994 Aleksander Siudzik, CSsR (administrátor excurrendo)[5]

Kromě kněží stojících v čele farnosti, působili ve farnosti v průběhu její historie i jiní kněží. Většinou pracovali jako farní vikáři, kaplani, katecheté, výpomocní duchovní aj.

## Území farnosti
Do farnosti náleží území obce:
- Dětaň (Godesin,[3] Gödesin[6])[p 2]
- Dvérce (Warzen,[3] Wärzen[6])[p 2]
- Nepomyšl (Pomeisl)[p 2]
- Podbořanský Rohozec (Teutschenrust,[3] Deutschrust[6])[p 2]

## Římskokatolické sakrální stavby na území farnosti
| | Fotografie | Stavba              | Místo               | Bohoslužby                      | Zeměpisné souřadnice             | Status                     | Číslo kulturní památky           |
| Kostely | Kostely    | Kostely             | Kostely             | Kostely                         | Kostely                          | Kostely                    | Kostely                          |
| --- | ---------- | ------------------- | ------------------- | ------------------------------- | -------------------------------- | -------------------------- | -------------------------------- |
| 1. |            | Kostel sv. Mikuláše | Nepomyšl            | bližší informace o bohoslužbách | 50°13′2″ s. š., 13°18′42″ v. d.  | farní kostel               | 42850/5-1283 (Pk•MIS•Sez•Obr•WD) |
| 2. |            | Kostel sv. Notburgy | Podbořanský Rohozec | bližší informace o bohoslužbách | 50°12′59″ s. š., 13°15′42″ v. d. | filiální kostel, hřbitovní | 43014/5-1331 (Pk•MIS•Sez•Obr•WD) |
| Některé drobné sakrální stavby a pamětihodnosti lze dohledat zde v databázi Drobné sakrální památky Zaniklé sakrální stavby lze dohledat zde v databázi Poškozené a zničené kostely, kaple a synagogy v České republice |            |                     |                     |                                 |                                  |                            |                                  |

Ve farnosti se mohou nacházet i další drobné sakrální stavby, místa římskokatolického kultu a pamětihodnosti, které neobsahuje tato tabulka.

## Příslušnost k farnímu obvodu
Z důvodu efektivity duchovní správy byl vytvořen farní obvod (kolatura) farnosti – děkanství Podbořany, jehož součástí je i farnost Nepomyšl, která je tak spravována excurrendo.